# 浦野錠平
浦野 錠平（うらの じょうへい、1861年（万延元年12月） - 1909年（明治42年）3月25日）は、日本の政治家、衆議院議員（2期）。

## 経歴
1861年（万延元年）、三河国加茂郡四郷村（のち愛知県西加茂郡上郷村→猿投村→猿投町→豊田市）に生まれた。生家は浦野酒造場（後の浦野合資会社）を営む庄屋の浦野家。
普通学を修得し、農業と酒造業を営む。学務委員、上郷村会議員、同村長、西加茂郡会議員、愛知県会議員、県税賦課額調査委員、県道改修委員、勧業諮問会員となった。
1898年（明治31年）3月の第5回衆議院議員総選挙において愛知9区から自由党公認で立候補して初当選する。8月の第6回衆議院議員総選挙では憲政党公認で立候補して再選する。1902年（明治35年）の第7回衆議院議員総選挙は不出馬。1909年（明治42年）に死去した。
長男の浦野謙朗は1924年（大正13年）に衆議院議員に就任した。